# 제25회 홍콩 영화 금상장
제25회 홍콩 영화 금상장은 2006년 4월 8일에 열린 시상식이다.

## 수상 및 후보

### 작품상
- 흑사회 - 두기봉 수상
- 칠검 - 서극
- 퍼햅스 러브 - 진가신
- 신화 - 진시황릉의 비밀 - 당계례
- 이니셜 D - 극장판 - 유위강

### 감독상
- 흑사회 - 두기봉 수상
- 칠검 - 서극
- 퍼햅스 러브 - 진가신
- 조숙 - 이동승
- 이니셜 D - 극장판 - 유위강

### 각본상
- 흑사회 - 유내해 외 수상
- 퍼햅스 러브 - 두국위
- 조숙 - 이동승 외
- 신경협려 - 완세생
- 동몽기연 - Chi-Kwong Cheung 외

### 남우주연상
- 흑사회 - 양가휘 수상
- 삼차구 - 곽부성
- 장한가 - 양가휘
- 동몽기연 - 유덕화
- 흑사회 - 임달화

### 여우주연상
- 퍼햅스 러브 - 저우쉰 수상
- 괴물 - 임가흔
- 장한가 - 정수문
- 해남계반 - 실비아 창
- 동몽기연 - 막문위

### 남우조연상
- 이니셜 D - 극장판 - 황요명 수상
- 천배불취 - 방중신
- 장한가 - 45390
- 살파랑 - 요계지
- 흑사회 - 왕천림

### 여우조연상
- 조숙 - 모순균 수상
- 칠검 - Jingchu Zhang
- 장한가 - 소암
- 아수 - 임가흔
- 흑사회 - Maggie Shiu

### 신인상
- 이니셜 D - 극장판 - 주걸륜 수상
- 조숙 - Fiona Sit
- 충불지 - Isabella Leong
- 아수 - Annie Liu
- 정의아심지 - Michelle Ye

### 촬영상
- 퍼햅스 러브 - 포덕희 수상
- 칠검 - 강국민
- 무극 - 포덕희
- 흑사회 - 정조강
- 이니셜 D - 극장판 - 유위강

### 편집상
- 삼차구 - Yau Chi Wai 수상
- 칠검 - 임안아
- 퍼햅스 러브 - Wenders Li 외
- 흑사회 - 담가명
- 이니셜 D - 극장판 - Wong Hoi

### 미술상
- 퍼햅스 러브 - 해중문 수상
- 칠검 - Eddie Wong
- 장한가 - 장숙평
- 정전대성 - 뇌초웅
- 무극 - 티미 입

### 의상&메이크업상
- 퍼햅스 러브 - 해중문 수상
- 칠검 - Poon Wing-Yan 외
- 장한가 - 장숙평
- 정전대성 - 장숙평
- 무극 - 티미 입 외

### 무술감독상
- 살파랑 - 견자단 수상
- 칠검 - 웅흔흔
- 삼차구 - 이치총
- 신화 - 진시황릉의 비밀 - 성룡
- 정무가정 - 원화평 외

### 영화음악상
- 퍼햅스 러브 - 피터 캄 수상
- 칠검 - 카와이 켄지
- 정전대성 - 히사이시 조
- 흑사회 - Tayu Lo
- 이니셜 D - 극장판 - 진광영

### 주제가상
- 퍼햅스 러브 - 장학우 외 수상
- 칠검 - 성룡
- 동몽기연 - 유덕화
- 이니셜 D - 극장판 - 주걸륜
- 용감위 2 - 지황모낭낭니 - 정중기

### 음향효과상
- 이니셜 D - 극장판 - 증경상 수상
- 칠검 - Steve Brugess 외
- 퍼햅스 러브 - 증경상
- 정전대성 - Eddy Wong 외
- 무극 - Wang Danrong 외

### 시각효과상
- 이니셜 D - 극장판 - Eddy Wong 외 수상
- 칠검 - Peter Webb
- 신화 - 진시황릉의 비밀 - Wendy Choi 외
- 정전대성 - Eddy Wong 외
- 무극 - Frankie Chung Chi Hang 외

### 아시아영화상
- 가가서리 - 루 추안 수상
- 하울의 움직이는 성 - 미야자키 하야오
- 쓰리 타임즈 - 허우 샤오시엔
- 친절한 금자씨 - 박찬욱
- 지금, 만나러 갑니다 - 도이 노부히로

### 신인감독상
- 해남계반 - 케네스 비 수상
- 스무살이 되기 전 - 매튜 탕
- 조숙 - 이동승 외
- 정무가정 - 풍덕륜

### 심사위원대상
- 하필유아 - 정칙사 수상
- 여인풍정화 - 당기명
- 착점원앙 - 육검명